# 懷爾德 (愛達荷州)
懷爾德（英語：Wilder）是一個位於美國愛達荷州坎寧縣的城市。

## 地理
懷爾德的座標為43°40′35″N 116°54′36″W / 43.67639°N 116.91000°W，而該地的平均海拔高度為740米（即2428英尺）。

## 人口
根據2010年美國人口普查的數據，懷爾德的面積為1.86平方千米，當中陸地面積為1.83平方千米，而水域面積為0.03平方千米。當地共有人口1533人，而人口密度為每平方千米824.19人。